# Jahjo Asimow

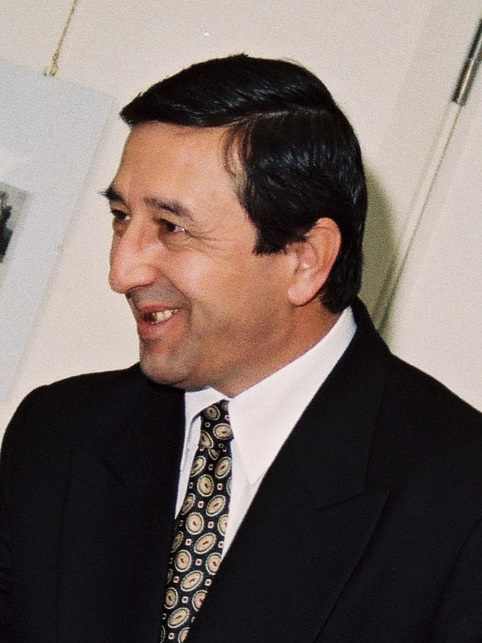
Jahjo Asimow, 1997

Jahjo Asimow (tadschikisch: Яҳё Нуриддинович Азимов; * 4. Dezember 1947 in Chudschand) ist ein parteiloser tadschikischer Politiker. Er war vom 8. Februar 1996 bis zum 20. Dezember 1999 der 6. Premierminister Tadschikistans. Zuvor war er Leiter einer Teppichfabrik in seiner Heimatstadt Chudschand.

## Leben
Jahjo Asimow wurde am 4. Dezember 1947 in die Familie eines Mitglieds der kommunistischen Partei geboren. Er absolvierte seinen Abschluss am Taschkenter Institut für Textil- und Leichtindustrie. Danach arbeitete er in einer Strickwarenfabrik und stieg vom Schichtleiter zum Chefingenieur der Fabrik auf. Nach über 20 Jahren Tätigkeit wurde er 1986 nach einem verheerenden Erdbeben zum Generaldirektor und später zum Leiter des Verbandes. In den Wirtschaftskrise der Perestroika und der frühen 1990er-Jahre wandelte er die Fabrik in eine Aktiengesellschaft um, ein damals seltener Schritt. Dadurch konnte seine Fabrik wirtschaftlich überleben. Im Jahr 1996 wurde er unerwartet zum Premierminister ernannt. Sein erklärtes Ziel war es, die stockende Wirtschaftsreform wieder voranzubringen, was ihm teilweise auch gelang. In den ersten Jahren seiner Amtszeit herrschte in Tadschikistan Bürgerkrieg, er war Mitglied des Chudschand-Klans, der Tadschikistan bis zum Bürgerkrieg kontrollierte.